# Kyle Schmid
Kyle Schmid (Ontario, 3 agosto 1984) è un attore canadese.

## Biografia
È apparso in alcuni film, tra cui 4 amiche e un paio di jeans e A History of Violence  nel 2005, in The Covenant e in Death Row nel 2006. Ha recitato nelle serie televisive canadesi The Zack Files , Black Hole High e Blood Ties. Ha partecipato ai film della Disney La squadra di bowling Alley Cats nel 2000 e Una canzone per le Cheetah Girls nel 2003. Successivamente è entrato a far parte del cast del film Radio Killer 2 - Fine della corsa (2008), come protagonista.

### Vita privata
Nel febbraio 2023 ha sposato l'attrice Caity Lotz.

## Filmografia

### Cinema
- Virus (Spill), regia di Allan A. Goldstein (1996)
- Fast Food High, regia di Nisha Ganatra (2003)
- Missione tata (The Pacifier), regia di Adam Shankman (2005)
- A History of Violence, regia di David Cronenberg (2005)
- 4 amiche e un paio di jeans (The Sisterhood of the Traveling Pants), regia di Ken Kwapis (2005)
- Zerophilia, regia di Martin Curland (2005)
- The Covenant, regia di Renny Harlin (2006)
- Radio Killer 2 - Fine della corsa (Joy Ride: End of the Road), regia di Louis Morneau (2008)
- La creatura dei ghiacci (The Thaw), regia di Mark A. Lewis (2009)
- Saul - Il viaggio verso Damasco (Saul: The Journey to Damascus ), regia di Mario Azzopardi (2014)

### Televisione
- I Was a Sixth Grade Alien – serie TV, 1 episodio (1999)
- La squadra di bowling Alley Cats (Alley Cats Strike), regia di Rod Daniel – film TV (2000)
- L'orchestra di Sandy Bottom (The Sandy Bottom Orchestra), regia di Bradley Wigor – film TV (2000)
- The Zack Files – serie TV, 1 episodio (2001)
- What Girls Learn, regia di Lee Rose – film TV (2001)
- Degrassi: The Next Generation – serie TV, 1 episodio (2001)
- Odyssey 5 – serie TV, 2 episodi (2003)
- Una canzone per le Cheetah Girls (The Cheetah Girls) – film TV, regia di Oz Scott (2003)
- Beautiful People – serie TV, 7 episodi (2005)
- Missing – serie TV, 1 episodio (2005)
- Cyber Seduction: His Secret Life, regia di Tom McLoughlin – film TV (2005)
- Black Hole High – serie TV, 1 episodio (2005)
- Un padre per Jake (Sex & the Single Mom), regia di Don McBrearty – film TV (2005)
- Death Row, regia di Kevin VanHook – film TV (2006)
- CSI: Miami – serie TV, 1 episodio (2007)
- Blood Ties – serie TV, 22 episodi (2007-2008)
- Smallville – serie TV, 1 episodio (2008)
- Ultra Boys, regia di Jace Alexander – film TV (2011)
- Copper – serie TV, 10 episodi (2012-2013)
- Being Human – serie TV, 8 episodi (2012-2014)
- Lost Girl – serie TV (2014)
- Six – serie TV, 18 episodi (2017-2018)
- The I-Land – miniserie TV, 6 episodi (2019)
- Big Sky – serie TV, 5 episodi (2021)

## Doppiatori italiani
Nelle versioni in italiano delle opere in cui ha recitato, Kyle Schmid è stato doppiato da:
- Marco Vivio in Una canzone per le Cheetah Girls, Beautiful People, Being Human, Copper, Motive
- Stefano Crescentini in Missione tata, The I-Land, Big Sky
- Simone Crisari in La squadra di bowling Alley Cats
- Flavio Aquilone in Smallville
- Davide Perino in A History Of Violence
- Roberto Gammino in The Covenant
- Andrea Lavagnino in Blood Ties
- Simone D'Andrea in Radio Killer 2 - Fine della corsa
- Oliviero Cappellini in The Rookie
- Alberto Angrisano in NCIS: Origins